# Aviados
Aviados es una localidad del municipio español de Valdepiélago, en el partido judicial de La Vecilla, situado en la provincia de León, en Castilla y León. Está situada a 32 kilómetros de León, la capital provincial.
El pueblo actual está ubicado bajo las ruinas de un castillo-fortaleza, aunque probablemente en fechas anteriores al siglo XVII su localización se encontraba más al sur, habiéndose descubierto restos de edificios y un camposanto durante la construcción de la carretera CL-626.
Durante el reinado de Sancho IV, era señora de Aviados María Ramírez de Cifuentes, hija de Ramiro Frolaz y Teresa de Lara; que se casó con Juan Pérez de Guzmán, hijo de Pedro Núñez de Guzmán y Urraca García de Villamayor, por lo que el señorío pasó a la casa de Guzmán en su descendencia, hasta el año 1837.
Destacan las ruinas del Castillo de los Guzmanes. Sobre este castillo la documentación eclesiástica de los siglos XI y XII no revelan una existencia anterior. Fue el análisis de los restos existentes lo que alimenta la teoría de un origen anterior. Su construcción se relaciona con el noble visigodo Gundemaro en el siglo VII. En cambio no se documenta diplomáticamente hasta la Baja Edad Media. Este castillo se convirtió de un modo ocasional en residencia de la reina Urraca.
Fue derruido por órdenes del rey Carlos I, como castigo a sus propietarios, que apoyaron los comuneros.
En 1537, siglo XVI, existían minas de oro en las cercanías de la localidad.